# Sagrada Familia
Bazilika Svete obitelji, katalonski: Temple Expiatori de la Sagrada Família, u Barceloni je krunsko remek djelo arhitekta Antonija Gaudíja, iako je ostala nedovršena nakon njegove iznenadne smrti.

## Povijest
Godine 1866. trgovac knjigama Bocabella zasnovao je vjersko društvo posvećeno Svetom Josipu koje je 1881. godine kupilo zemljište za baziliku u vanjskoj četvrti Barcelone, Barrio del Poblet. Gradnja bazilike je izvorno povjerena arhitektima Martorellu i Francescu de Paula Villaru, ali su oni nakon izgradnje kripte pozvali mladog i perspektivnog arhitekta Gaudíja (koji je tada imao 31 godinu). Kada je trgovac Bocabella preminuo, njegov projekt je preuzeo biskup Barcelone koji je Gaudíja stavio na čelo izgradnje. U to vrijeme, Gaudí je već bio izgradio svod kripte i radikalno promijenio Villarov izvorni plan.
Gaudí je svim srcem radio na ovom kolosalnom kompleksu. Godine 1914., kada je imao 62 godine, odlučio je i živjeti u jednoj kućici u dvorištu bazilike.
Nakon njegove smrti, radove su nastavili njegovi suradnici, prije svega Sugrañes, Quintana i Matamala, prema njegovim planovima. Radovi su prekinuti 1936. godine zbog Španjolskog građanskog rata, tijekom kojega je izgorio dio bazilike s izvornim Gaudíjevim modelima i planovima. Radovi su ponovno pokrenuti 1970-ih nakon pada Francova režima, a gradnja je zaustavljena i tijekom pandemije COVID-19.
Gradnja, premda vrlo polako, traje i dan danas. Kada bude završena, bazilika će biti visoka oko 45 i duga 110 metara. Bit će to jedna od najvećih i sigurno najljepših bazilika kršćanskog svijeta.

## Odlike
Šteta je što Gaudíjeva neo-gotička ideja nije nikada dovršena, ali njegovi modeli se danas čuvaju u kripti bazilike. Ona se trebala sastojati od tradicionalnog plana upisanog latinskog križa s pet brodova i transeptom s tri broda. Glavni brod je osvijetljen širokim prozorima i trebao je imati pravu šumu stupova od kojih je svaki trebao biti posvećen drugom svecu, apostolu ili biskupu. Na sjecištu brodova se trebao uzdizati golemi toranj, simbol Krista, okružen s četiri manja tornja (simboli evanđelista). Svaka od tri fasade je trebala imati četiri tornja sa zvonima što bi simboliziralo 12 apostola.
Ova monumentalna vizija, s naglaskom na visini, trebala je simbolizirati jedinstvo neba i zemlje. Gaudí je zamislio baziliku kao golemo alegorijsko djelo koje će se sastojati od tri monumentalne i simbolične fasade. Zapadna, ulazna, fasada je posvećena Kristovom rođenju, istočna njegovom životu i muci, a južna – uskrsnuću.
To su dodatno trebale isticati jake boje, što se može vidjeti na modelu koji je Gaudí predstavio na izložbi u Parizu 1910. godine. Fasada Nade je trebala biti zelena simbolizirajući dolinu Nila,  Čestitosti plave kao Betlehemska noć, a portal Vjere siensko-crvene kao pijesak Palestine. Interijer je također trebao biti jarko obojen; desni brod u bijeloj i zlatnoj boji (simboli radosti), a desni brod ljubičasto i crno simbolizirajući tugu.

### Skulpture
Gaudí je uspio završiti samo ulaznu, zapadnu, fasadu koja je tako detaljno urađena da se može smatrati samostalnom građevinom. Njezina tri portala, koja predstavljaju Nadu, Vjeru i Čestitost, prekrivena su skulpturama u stilu Art nouveaua, koje se dinamično uvijaju i šire te potpuno skrivaju njihovu konstrukciju. Portal Nade predstavlja Bogorodičino vjenčanje, Bijeg u Egipat i Pokolj nevine dječice. Stup u obliku palme na svojim leđima nosi nilska kornjača, simbol ustrajnosti. Središnji portal Čestitosti je podijeljen na dva dijela: rodno stablo od Abrahama do Josipa i Betlehemska špilja. Na dnu je čempres okrunjen križem i pelikanom, simbolom žrtve. Desni portal je posvećen svetom Josipu i prikazuje njegovu radionicu i Prikazivanje u hramu.
Gaudí je običavao tražiti modele za svoje skulpture s ulice i fotografirati ih pored nekoliko zrcala kako bi imao više kutova njihova lica. Potom bi napravio gipsane kalupe za figure koje su kasnije na licu mjesta odljevene u visokokvalitetnom betonu.

## Muzej Svete obitelji
Muzej Svete obitelji je dio kompleksa bazilike koji uključuje zidne skulpture, primjere i fotografije u nekoliko prostorija. Zanimljiv dokumentarni pregled u kronološkom redu pokazuje razne etape izgradnje i budući izgled ovog Gaudíjevog ambicioznog djela.

## Poveznice
- Djela Antonija Gaudíja
- Art Nouveau

## Vanjske poveznice
- Kako će izgledati najviša crkva na svijetu – Gaudijeva ‘Sagrada Familia’ 2026. godine
- Službene stranice bazilike Sagrada Família